# Напис Ісмет-Ахома

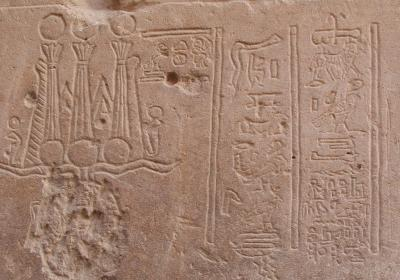
Фрагмент ієрогліфічного напису зі зверненням до бога Мандуліса (Мерула)

Напис Ісмет-Ахома (або Філе 436) — останній відомий напис, зроблений єгипетськими ієрогліфами в 394. Висічений на стіні в храмі Ісіди на острові Філе в Південному Єгипті.

## Історичний контекст
У цей час у Римському Єгипті широко поширювалося християнство, в Єгипті була окрема єпархія в Преторіанській префектурі Сходу. Блеммії з нагір'я Червоного моря відвідували єгипетський храм Ісіди всупереч указу Феодосія I про закриття всіх єгипетських храмів (392).
У 535-537 імператор Юстиніан I наказав закрити храм, схопити жерців, а статуї доставити до Константинополя. Єгипетський храм присвятили Святому Стефану, пізніше на Філе звели ряд церков.

## Текст
Напис вирізаний ієрогліфічним та демотичним письмом. Демотична частина розповідає про урочистості «Дня народження Осіріса, його (?) священного свята на рік 110 [епоха Діоклетіана]», що відповідає 24 серпня 394.
Ліворуч зображений фараон періоду Птолемеїв або Риму, праворуч - текст його указу.

Ієрогліфічний напис говорить:
Перед Мерулом, сином Гора, рукою (?) Ісмет-Ахома (?) , сина Ісмета, другого жерця Ісіди, на віки віків. Слова продиктовані Мерулом, володарем Абатона, великим богом.
У демотичному написі сказано:
Я, Ісмет-Ахом, писар дому записів (?) Ісіди, син Ісмет-Панехата, другого жерця Ісіди, і матері Ісвер; я виконав роботу над виглядом Мандуліса заради вічності, оскільки він звернув його люб'язно (?) до мене. Сьогодні День народження Осіріса, його (?) священне свято на рік 110.

## Галерея

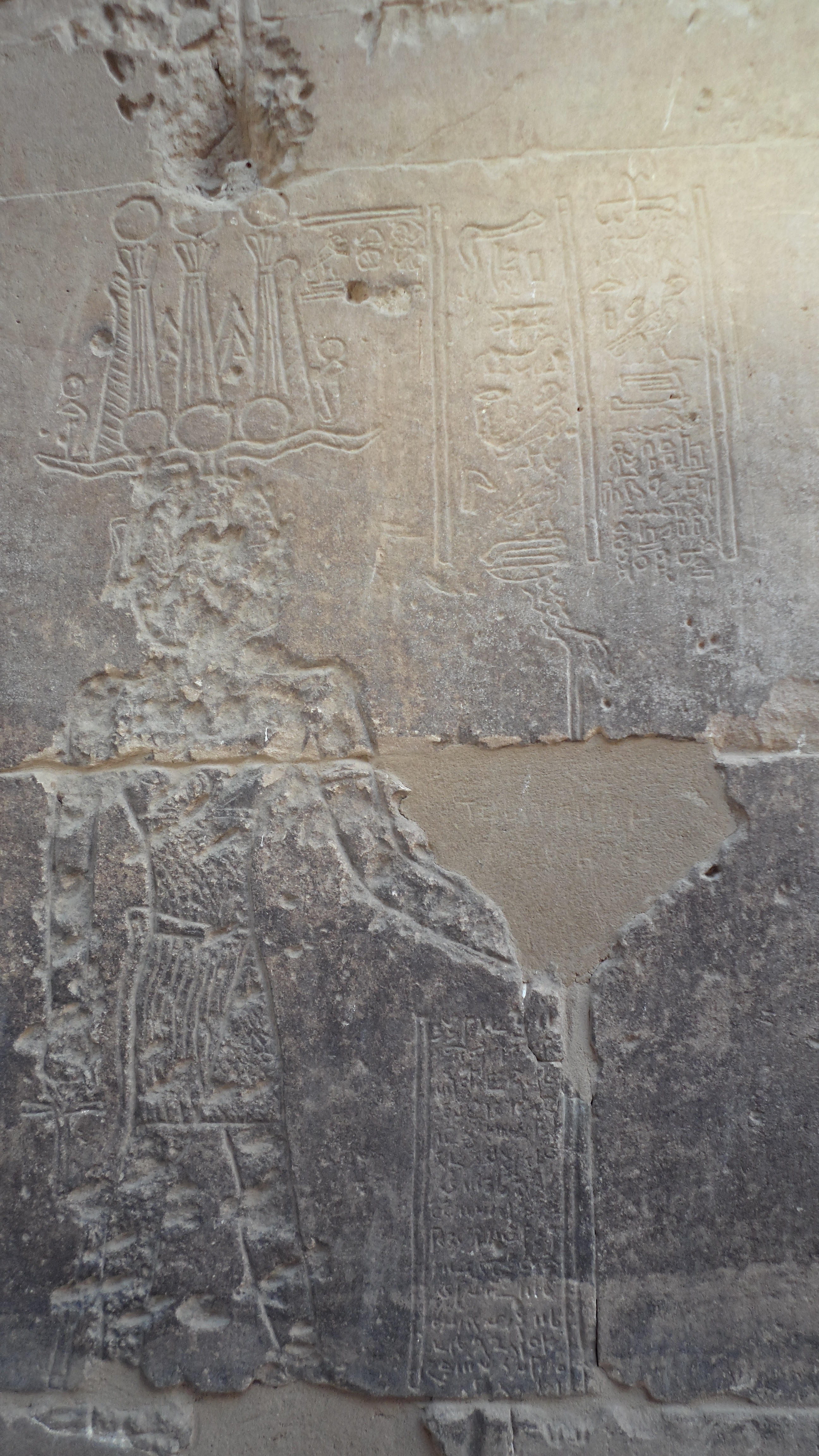
Світлина
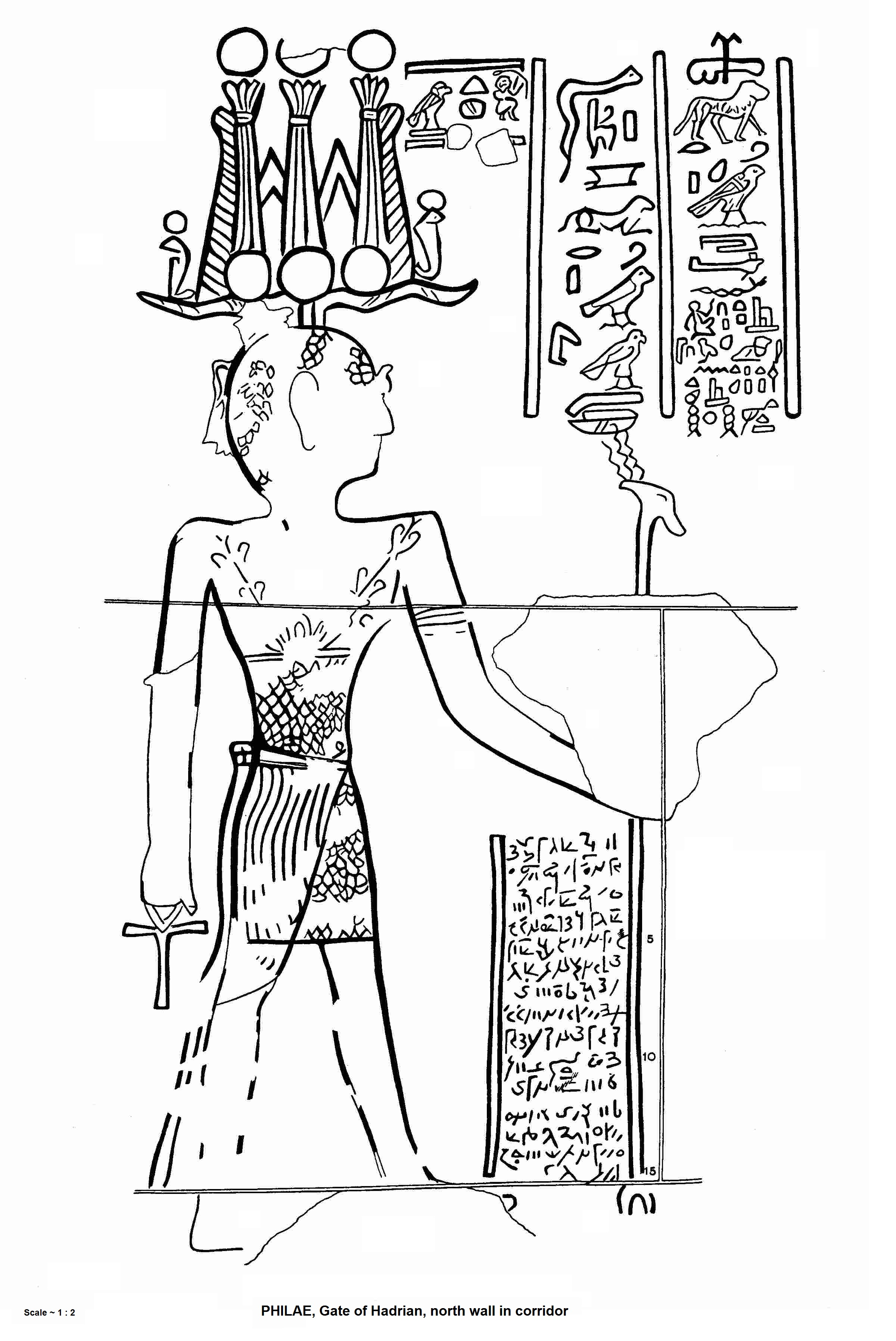
Промальовка
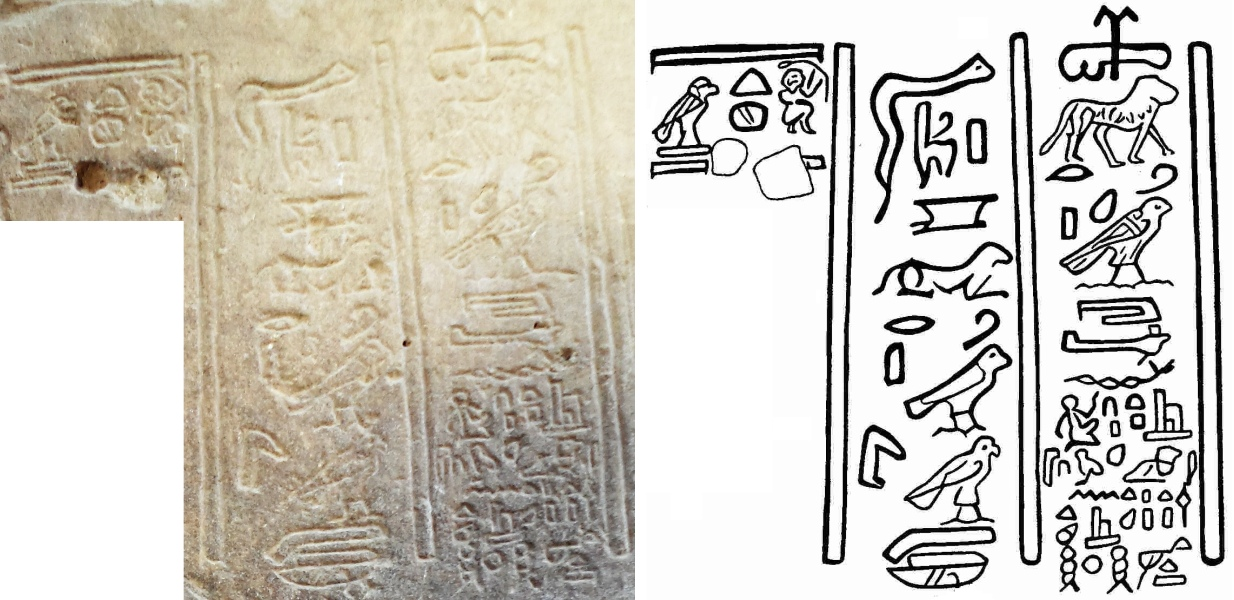
Ієрогліфічний напис
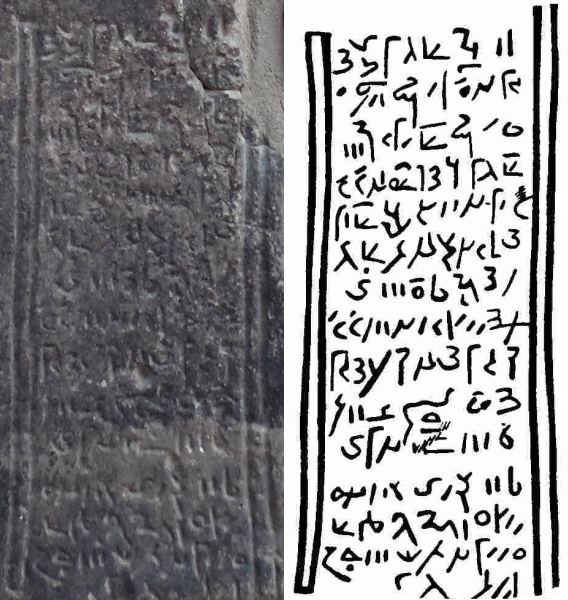
Демотичний напис